# فقر و نجابت
«فقر و نجابت» (ایتالیایی: Miseria e nobiltà) یک فیلم به کارگردانی ماریو ماتولی است که در سال ۱۹۵۴ منتشر شد. از بازیگران آن می‌توان به توتو، انزو تورکو، جوزپه پورلی و سوفیا لورن اشاره کرد.